# Tosterglope
Tosterglope – miejscowość i gmina położona w niemieckim kraju związkowym Dolna Saksonia, w powiecie Lüneburg. Należy do (niem. Samtgemeinde) gminy zbiorowej Dahlenburg.

## Położenie geograficzne
Tosterglope leży ok. 28 km na wschód od Lüneburga.
Od wschodu sąsiaduje z gminą Neu Darchau z gminy zbiorowej Elbtalaue w powiecie Lüchow-Dannenberg, od południa z gminą Nahrendorf, od południowego zachodu z gminą Dahlenburg, od zachodu z gminą Dahlem i od północy z terenem miasta Bleckede.

## Dzielnice gminy
W skład gminy Tosterglope wchodzą następujące dzielnice: Horndorf, Köhlingen, i Ventschau.

## Historia
Tosterglope było po raz pierwszy wzmiankowane dopiero w 1330 w lüneburskim rejestrze lennym jako Toregelop, ale jest bardzo prawdopodobne, że jest 100 a nawet 200 lat starsze. Nazwa miejscowości nie pasuje ani do okolicznych miejscowości, a etymologii doszukują się naukowcy z języków słowiańskich, ale nie ma jedności, jakie może mieć znaczenie.

## Komunikacja
Na południe od Tosterglope przebiega droga krajowa B216 pomiędzy Lüneburgiem na zachodzie i Dannenberg (Elbe) na wschodzie. Do najbliższego wjazdu w kierunku Lüneburga jest ok. 5 km, a w kierunku Dannenberg (Elbe) 6 km. Do najbliższej autostrady A39 (dawna A250) na węźle Lüneburg-Nord jest 30 km.